# Vortex (1998)
Vortex ist ein US-amerikanischer Porno-Action-Science-Fiction-Spielfilm aus dem Jahr 1998 mit Juli Ashton in der Hauptrolle. Er zählt zu den ersten Porno-Science-Fiction-Filmen.

## Handlung
Juli Ashton wird durch Zufall in eine Zeitmaschine geworfen. Die turbulente Zeitreise schickt sie in verschiedene Epochen der Geschichte zu einigen der berühmtesten und berüchtigtsten Liebhaber, die je gelebt haben.

## Wissenswertes
- Der Film enthält sieben Sex-Szenen. Die letzte Szene ist in Schwarz-Weiss gedreht und spielt im Jahr 1940.